# Shim Jae-Hong
Shim Jae-Hong   (Corea del Sud, 28 d'agost de 1968) és un jugador d'handbol sud-coreà, ja retirat, que va competir durant les dècades de 1980 i 1990.
El 1988 va prendre part en els Jocs Olímpics d'Estiu de Seül, on va guanyar la medalla de plata en la competició d'handbol. Hi va jugar cinc partits en què va marcar quatre gols. Quatre anys més tard, als Jocs de Barcelona, fou sisè en la mateixa prova. En aquesta ocasió va jugar cinc partits i hi marcà sis gols.
En el seu palmarès també destaca una medalla d'or als Jocs Asiàtics de 1990.